# Mistrzostwa Europy w Lekkoatletyce 1971 – bieg na 400 m przez płotki mężczyzn

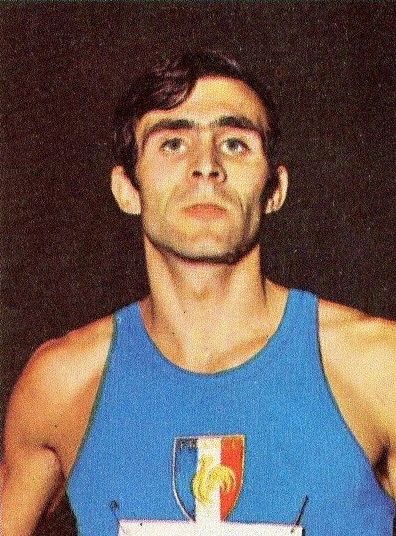
Jean-Claude Nallet

Bieg na dystansie 400 metrów przez płotki mężczyzn był jedną z konkurencji rozgrywanych podczas X Mistrzostw Europy w Helsinkach. Biegi eliminacyjne zostały rozegrane 10 sierpnia, biegi półfinałowe 11 sierpnia, a bieg finałowy 12 sierpnia 1971 roku. Zwycięzcą tej konkurencji został reprezentant Francji Jean-Claude Nallet. W rywalizacji wzięło udział trzydziestu jeden zawodników z piętnastu reprezentacji.

## Rekordy
| Rekord świata     | David Hemery (GBR)     | 48,1 | Meksyk, Meksyk      | 15.10.1968 |
| Rekord Europy     | David Hemery (GBR)     | 48,1 | Meksyk, Meksyk      | 15.10.1968 |
| Rekord mistrzostw | Salvatore Morale (ITA) | 49,2 | Belgrad, Jugosławia | 14.09.1962 |

## Wyniki

### Eliminacje
Bieg 1
| Miejsce | Zawodnik             | Czas  | Uwagi |
| ------- | -------------------- | ----- | ----- |
| 1       | Jewgienij Gawrilenko | 50,79 | Q     |
| 2       | Heinz Hofer          | 51,08 | Q     |
| 3       | Ari Salin            | 51,28 | Q     |
| 4       | Lucien Baggio        | 51,29 | Q     |
| 5       | Zdzisław Serafin     | 51,53 |       |
| 6       | Kenth Öhman          | 51,92 |       |
| 7       | Ladislav Kárský      | 51,95 |       |

Bieg 2
| Miejsce | Zawodnik               | Czas  | Uwagi |
| ------- | ---------------------- | ----- | ----- |
| 1       | Wiaczesław Skomorochow | 50,48 | Q     |
| 2       | Dieter Büttner         | 50,64 | Q     |
| 3       | Ivan Daniš             | 50,74 | Q     |
| 4       | Giorgio Ballati        | 51,07 | Q     |
| 5       | Jürgen Laser           | 51,38 |       |
| 6       | Torsten Torstensson    | 51,85 |       |
| 7       | Witold Banaszak        | 51,91 |       |
| 8       | John Sherwood          | 52,61 |       |

Bieg 3
| Miejsce | Zawodnik           | Czas  | Uwagi |
| ------- | ------------------ | ----- | ----- |
| 1       | Christian Rudolph  | 50,48 | Q     |
| 2       | Werner Reibert     | 51,04 | Q     |
| 3       | Tadeusz Kulczycki  | 51,11 | Q     |
| 4       | Michel Montgermont | 51,40 | Q     |
| 5       | Francisco Suárez   | 51,77 |       |
| 6       | David Scharer      | 51,98 |       |
| 7       | Daniele Giovanardi | 52,00 |       |
| 8       | Alberto Matos      | 52,26 |       |

Bieg 4
| Miejsce | Zawodnik           | Czas  | Uwagi |
| ------- | ------------------ | ----- | ----- |
| 1       | Jean-Claude Nallet | 50,69 | Q     |
| 2       | Dmitrij Stukałow   | 50,78 | Q     |
| 3       | Jaakko Tuominen    | 51,21 | Q     |
| 4       | Gerhard Hennige    | 51,23 | Q     |
| 5       | Manuel Soriano     | 51,39 |       |
| 6       | Håkan Öberg        | 51,72 |       |
| 7       | Ion Ratoi          | 52,10 |       |
| 8       | John Dillon        | 58,42 |       |

### Półfinały
Półfinał 1
| Miejsce | Zawodnik               | Czas  | Uwagi |
| ------- | ---------------------- | ----- | ----- |
| 1       | Jewgienij Gawrilenko   | 50,15 | Q     |
| 2       | Jean-Claude Nallet     | 50,35 | Q     |
| 3       | Wiaczesław Skomorochow | 50,42 | Q     |
| 4       | Ivan Daniš             | 50,63 | Q     |
| 5       | Gerhard Hennige        | 50,87 |       |
| 6       | Jaakko Tuominen        | 51,13 |       |
| 7       | Giorgio Ballati        | 51,50 |       |
| 8       | Michel Montgermont     | 52,77 |       |

Półfinał 2
| Miejsce | Zawodnik          | Czas  | Uwagi |
| ------- | ----------------- | ----- | ----- |
| 1       | Christian Rudolph | 49,82 | Q     |
| 2       | Dieter Büttner    | 50,21 | Q     |
| 3       | Dmitrij Stukałow  | 50,34 | Q     |
| 4       | Ari Salin         | 50,41 | Q     |
| 5       | Werner Reibert    | 50,45 |       |
| 6       | Tadeusz Kulczycki | 51,16 |       |
| 7       | Heinz Hofer       | 51,56 |       |
| 8       | Lucien Baggio     | 51,82 |       |

### Finał
| Miejsce | Zawodnik               | Czas  | Uwagi |
| ------- | ---------------------- | ----- | ----- |
| 1       | Jean-Claude Nallet     | 49,15 | CR    |
| 2       | Christian Rudolph      | 49,34 | NR    |
| 3       | Dmitrij Stukałow       | 50,04 |       |
| 4       | Dieter Büttner         | 50,09 |       |
| 5       | Jewgienij Gawrilenko   | 50,51 |       |
| 6       | Ari Salin              | 50,57 |       |
| 7       | Wiaczesław Skomorochow | 50,84 |       |
| 8       | Ivan Daniš             | 51,78 |       |